# Lavičky
Lavičky (in tedesco Lawitschek) è un comune ceco situato nel distretto di Žďár nad Sázavou, nella regione di Vysočina.